# サンタ・ヴィットーリア・ダルバ
サンタ・ヴィットーリア・ダルバ（伊: Santa Vittoria d'Alba）は、イタリア共和国ピエモンテ州クーネオ県にある、人口約2,900人の基礎自治体（コムーネ）。

## 地理

### 位置・広がり
| 隣接するコムーネは以下の通り。 - ブラ - モンティチェッロ・ダルバ - ポカパーリア - ロッディ - ヴェルドゥーノ |

#### 地震分類
イタリアの地震リスク階級 (it) では、4 に分類される
。

## 行政

### 分離集落
サンタ・ヴィットーリア・ダルバには、以下の分離集落（フラツィオーネ）がある。
- Borgo, Case Nuove, Cinzano, Lussi, Villa

## 姉妹都市
- Vers-Pont-du-Gard、フランス 1973年